# 弗雷澤 (密歇根州)
弗雷澤（英語：Fraser）是一個位於美國密歇根州馬科姆縣的城市。

## 人口
根據2020年美國人口普查的數據，弗雷澤的面積為10.77平方千米，當中陸地面積為10.73平方千米，而水域面積為0.04平方千米。當地共有人口14726人，而人口密度為每平方千米1,367人。